# Aldein
Aldein (italià Aldino) és un municipi italià, dins de la província autònoma de Tirol del Sud. És un dels municipis del districte d'Überetsch-Unterland. L'any 2007 tenia 1.676 habitants. Limita amb els municipis de Branzoll, Carano, Daiano, Montan, Deutschnofen, Auer, Truden i Varena.

## Situació lingüística
| Pertinença lingüística (cens 2001) | 98,38% alemany |
| Pertinença lingüística (cens 2001) | 1,37% italià   |
| Pertinença lingüística (cens 2001) | 0,25% ladí     |

## Administració
| Període | Identitat     | Partit |
| ------- | ------------- | ------ |
| 2004-   | Josef Pitschl | SVP    |

## Personatges il·lustres

Territori comunal

- Toni Ebner, periodista i polític.